# 鶴田常吉
鶴田 常吉（つるた つねきち、1894年4月10日 - 1988年9月29日）は、日本の教育者。国文学者。四国女子短期大学（現四国大学）初代学長。徳島県三好市出身。広島高等師範学校卒業。

## 経歴
三好郡三野町（現在の三好市）出身。広島高等師範学校（現在の広島大学）卒業。
徳島師範学校学長、新制徳島大学学芸学部初代学部長、四国女子短期大学（現四国大学）初代学長等を歴任。また1964年から1972年までは徳島大学渭水会会長を務めた。
また徳島市立川内北小学校、三好市立池田小学校、三庄中学校（現東みよし町立三加茂中学校）等の校歌の作詞も手掛けた。

## 著書
- 日本口語法 (1924年)
- 日本文法学要説 (1925年)
- 読方教育体系 第5巻 読本の語法 (1937年)
- 貫名菘翁遺墨集 (1952年)
- 日本文法学原論 (1953年)
- 日本文法学要説 (1972年)
- 日本文法学 (1981年)